# The Orange Box
The Orange Box – kompilacja gier komputerowych stworzona i wydana przez Valve Corporation. Pakiet zawiera gry Half-Life 2, Half-Life 2: Episode One, Half-Life 2: Episode Two, Portal i Team Fortress 2. Wersja na platformę Windows została wydana 10 października 2007 roku zarówno w sklepach, jak i za pośrednictwem serwisu Steam. Wersja dla Xbox 360 również została wydana 10 października 2007 roku. Wersja na konsolę PlayStation 3 została wydana w listopadzie 2007 roku.
Użytkownicy platformy Steam, którzy poprzednio zakupili Half-Life 2 lub Half-Life 2: Episode One, a później także The Orange Box, otrzymają za darmo możliwość przekazania jednej kopii każdej z zakupionych uprzednio gier drugiej osobie (jeśli odbiorca nie posiada konta Steam, także może otrzymać grę, jednak zarejestrować ją dla siebie będzie mógł dopiero po uprzedniej rejestracji w systemie).

## The Black Box
Planowana była również kompilacja The Black Box, która miała zawierać jedynie nowy materiał (HL2: Episode Two, Portal, TF2), lecz została później anulowana ze sprzedaży pudełkowej i była dostępna przez platformę Steam jedynie dla właścicieli kart graficznych ATI Radeon HD 2900 XT. Właściciele wraz z kartą otrzymują kupon umożliwiający darmowe ściągnięcie The Black Box przez platformę Steam.

## Promocje
Zamawianie paczki w przedsprzedaży przez platformę Steam rozpoczęło się 11 września 2007. Osoby, które zdecydowały się na zakup gry w tym systemie, otrzymywały zniżkę 10% i mogły wziąć udział w beta-testach gry Team Fortress 2 rozpoczynające się 17 września 2007.
Dodatkowo wersja na platformę Windows zawiera też Peggle Extreme, dziesięciopoziomowe demo (z motywami z Orange Box) gry Peggle Deluxe. Peggle, wydane przez PopCap Games, jest grą logiczną łączącą elementy pinballi i pachinko.

## Odbiór

### Windows
Według agregatora recenzji GameRankings średnia ocen wersji na platformę Windows na podstawie 31 recenzji wynosi 96%, podobny wynik podaje Metacritic na podstawie 34 recenzji.
W numerze 11/2007 czasopisma "PC Gamer" kompilacja otrzymała ocenę 94%. Dan Adams z IGN i Jeff Gerstmann z serwisu GameSpot wystawili kompilacji ocenę 9,5/10. W czasopiśmie CD-Action Tymon Smektała ocenił grę na 9+ w dziesięciostopniowej skali.

### Xbox 360
Według agregatora recenzji GameRankings średnia ocen wersji na platformę Xbox 360 na podstawie 57 recenzji wynosi 96%, podobny wynik podaje Metacritic na podstawie 54 recenzji.

## Ścieżka dźwiękowa
Rosyjskie wydanie The Orange Box zawiera płytę CD ze ścieżką dźwiękową z gier Half-Life 2: Episode One i Half-Life 2: Episode Two. Płyta zawiera wszystkie utwory z Episode One i wszystkie z Episode Two z wyjątkiem jednego ("Crawl Yard").

### Lista utworów
- 1. "Vortal Combat" (z Episode Two) – 03:16
- 2. "Last Legs" (z Episode Two) – 02:09
- 3. "Eon Trap" (z Episode Two) – 03:15
- 4. "Sector Sweep" (z Episode Two) – 02:48
- 5. "Disrupted Original" (z Episode One) – 01:19
- 6. "Hunting Party" (z Episode Two) – 03:31
- 7. "Abandoned In Place" (z Episode Two) – 02:49
- 8. "Darkness at Noon" (z Episode One) – 00:57
- 9. "Self Destruction" (z Episode One) – 01:19
- 10. "Guard Down" (z Episode One) – 01:41
- 11. "What Kind of Hospital Is This?" (z Episode One) – 03:06
- 12. "Infraradiant" (z Episode One) – 04:39
- 13. "Extinction Event Horizon" (z Episode Two) – 02:06
- 14. "No One Rides For Free" (z Episode Two) – 01:41
- 15. "Shu'ulathoi" (z Episode Two) – 02:39
- 16. "Nectarium" (z Episode Two) – 01:48
- 17. "Combine Advisory" (z Episode One) – 01:49
- 18. "Decay Mode" (z Episode One) – 03:08
- 19. "Eine Kleiner Elevatormuzik" (z Episode One) – 02:02
- 20. "Inhuman Frequency" (z Episode Two) – 01:51
- 21. "Dark Interval" (z Lost Coast i Episode Two) – 01:37
- 22. "Penultimatum" (z Episode One) – 01:37